# Vittorio Bertoldi
Vittorio Bertoldi  (* 2. April 1888 in Trient; † 8. Juni 1953 in Rom) war ein italienischer Romanist und Linguist.

## Leben und Werk
Bertoldi studierte ab 1907 in Wien bei Wilhelm Meyer-Lübke, Elise Richter und  Carlo Battisti (zusammen mit den gleichaltrigen Ernst Gamillscheg, Leo Spitzer und Friedrich Schürr) und promovierte 1912 mit der Dissertation Die trientinischen Pflanzennamen. Eine onomasiologische Untersuchung. Er führte sein Studium in Paris (bei Jules Gilliéron) und Florenz (bei Pio Rajna und Ernesto Giacomo Parodi) fort und habilitierte sich 1924 mit der Schrift Un ribelle nel regno de' fiori. I nomi romanzi del Colchicum autunnale L. attraverso il tempo e lo spazio (Genf 1923). Ab 1925 war er Lektor an der Universität Bonn (bei Meyer-Lübke), wurde dort 1928 Privatdozent und lehrte ab 1930 an der Universität Nijmegen. Politisch war Bertoldi Parteigänger des Italienischen Faschismus. Von 1931 bis 1934 war er Professor an der Universität Cagliari, von 1934 bis zu seinem Tod besetzte er den Linguistik-Lehrstuhl der Universität Neapel. Seit 1933 war er korrespondierendes Mitglied der Sächsischen Akademie der Wissenschaften, der Accademia della Crusca gehörte er seit November 1952 an.
Bertoldi war Mitherausgeber der Zeitschrift Archivio glottologico italiano.

## Weitere Werke
- Problèmes de substrat. Essai de méthodologie dans le domaine préhistorique de la toponymie et du vocabulaire, in: Bulletin de la Société de linguistique de Paris 32,1931, S. 93–184
- I criteri d'indagine storico-geografica applicati al latino, Neapel 1939
- Questioni di metodo nella linguistica storica, Napoli 1939
- Linguistica storica. Questioni di metodo, Genf 1940, Neapel 1942
- Glottologia. Principi. Problemi. Metodi, Neapel 1942
- La glottologia quale storia della cultura. Con particolare riguardo a problemi posti dalle lingue dell'Europa nordica, Neapel 1945 (108 S.)
- La parola quale testimone della storia, Neapel 1945
- La glottologia come storia della cultura. Principi. Metodi. Problemi, con particolare riguardo alla latinità del Mediterraneo occidentale, Neapel 1946 (126 S.)
- La Parola quale mezzo d'espressione, Neapel 1946
- La glottologia come storia della cultura, con particolare riguardo al dominio linguistico dell'Europa centrale e nordica, Neapel 1947 (129 S.)
- Il linguaggio umano nella sua essenza universale e nella storicità dei suoi aspetti, Neapel 1949
- Colonizzazioni nell'antico Mediterraneo alla luce degli aspetti linguistici, Neapel 1950
- La storicità dei fatti di lingua. Nuovi mezzi e metodi atti a valutarla, Neapel 1951
- Grammatica storica della lingua francese. Aspetti e problemi, Neapel 1951
- L'arte dell'etimologia, Neapel 1952
- La linguistica nelle nuove concezioni filosofiche e storiche. Principi. Metodi. Problemi, Neapel 1953
- Pagine scelte dalle opere glottologiche di Vittorio Bertoldi, Neapel 1965